# Fuglsang (Flensborg)
 For alternative betydninger, se Fuglsang. (Se også artikler, som begynder med Fuglsang)
Fuglsang (dansk) eller Vogelsang (tysk) er et område og statistisk distrikt i det østlige Engelsby i Flensborg i delstaten Slesvig-Holstein i det nordlige Tyskland. Navnet på området går tilbage til Fuglsanggården, beliggende nordøst for Troelsby ved vejen til Rylskov. Gården var i 1400-tallet i Skt. Jørgens Hospitals eje. På sønderjysk udtales navnet Fåvlsang. Navnet hentyder vel til beliggenheden i eller ved en skov. I 1910 blev Fuglsangområdet (som del af Tved kommune) indlemmet i Flensborg .
Området har bibeholdt sit landlige præg. Kun i vest støder Fuglsang til parcelhuskvarterer i Troelsby. Mod nord grænser området til Kavslund og mod øst til Vesris Skov.